# Интелектуална искреност
Интелектуална искреност је примењени метод решавања проблема који се одликује непристрасним и поштеним односом према истини. Она се може испољити на више начина:
- Лична уверења или политика не утичу на потрагу за истином;
- Релевантне чињенице и информације се не изостављају намерно, чак и ако су у супротности са сопственом хипотезом;
- Чињенице се износе непристрасно, без извртања ради подршке једној страни;
- Наводе се извори и претходни радови где је то могуће, а плагијат се избегава.

Харвардски етичар Луис М. Гуенин описује „срж" интелектуалне искрености као „врлину да се избегава обмана чак и када постоји подстицај за њу".

## Историјски развој
Концепт интелектуалне искрености има дубоке корене у филозофији и етици. Још су древни грчки филозофи попут Сократа наглашавали важност истине и поштења у интелектуалним настојањима. Сократова максима „знам да ништа не знам" представља рани облик интелектуалне скромности која је кључна за искрену потрагу за знањем.
У модерном добу, развој научног метода током 17. века поставио је темеље за формализовање принципа интелектуалне искрености у истраживању.

## Академија
У академском контексту, интелектуална искреност подразумева да студенти, научници и истраживачи отворено наводе порекло својих идеја и дају признање другима у свом раду. Главна сврха навођења извора је интелектуална искреност: да се за неоригиналне радове наведу тачни извори и да се читаоцима омогући да провере да ли наведени материјали подржавају оно што је аутор написао.
Овај основни принцип служи као камен темељац за стицање и напредак знања. Пошто се знање обично надовезује на претходна сазнања, напредак зависи од сарадње доприносилаца. У научним системима, ови доприноси пролазе кроз ригорозну процену пре него што постану основа за даље истраживање. Поштовање интелектуалне искрености се сматра кључним за гарантовање транспарентности и отворености интелектуалних доприноса како би се подстакла конструктивна критика.

### Академска нечасност
Кршење принципа интелектуалне искрености у академији може се манифестовати кроз различите облике академске нечасности, укључујући плагијат, фабриковање података, фалсификовање резултата и неправилно навођење извора.

## Наука
Интелектуална искреност је описана као део интегритета у научном истраживању и укључује:
- Обезбеђивање прецизности у приказивању сопствених доприноса истраживачким предлозима и извештајима;
- Поштовање непристрасности у процесу стручне рецензије; подстицање сарадничке и подржавајуће атмосфере у научним интеракцијама, укључујући комуникацију и дељење ресурса;
- Отвореност о сукобима интереса или потенцијалним сукобима интереса; приоритет добробити и заштити права људских субјеката укључених у истраживачке активности;
- Практиковање етичког третмана животиња током истраживачких активности;
- Придржавање узајамних одговорности које постоје између истраживача и њихових истраживачких тимова.[6]

### Репликација и отвореност
Модерна наука све више наглашава важност репликације експеримената и отворености података као кључних аспеката интелектуалне искрености. Криза репликације у психологији и другим дисциплинама истакла је потребу за већом транспарентношћу у истраживачком процесу.

## Пословање и лидерство
У области пословања, интелектуална искреност подразумева заснивање одлука на чињеничним доказима, доследно тражење истине у решавању проблема и стављање личних аспирација по страни. Искреност у свакодневном приступу различитим нивоима подржавања културних вредности сматра се највише цењеним квалитетом код лидера.
Усвајање интелектуалне искрености од стране организација се сматра да подстиче културу сталног учења и отворености за нове идеје. Овај начин размишљања често катализује побољшања у целој организацији, посебно када интелектуална искреност постане саставни део корпоративне културе.

## Јавна служба и интегритет
У јавној служби, интелектуална искреност је део ширег принципа интегритета који подразумева поштовање етичких принципа, искреност, праведност и непристрасност у вршењу јавних функција. Службено лице у извршавању јавних овлашћења дужно је да поштује начело законитости, начело једнакости и етичке норме без дискриминације.

## Медији и јавни дискурс
У савременом добу, интелектуална искреност постаје све важнија у контексту медија и јавног дискурса. Ширење дезинформације и лажних вести кроз друштвене мреже истиче потребу за већом одговорношћу у извештавању и дељењу информација.
Новинари и медијске куће имају посебну одговорност да поштују принципе интелектуалне искрености кроз проверу чињеница, балансирано извештавање и јасно разликовање између мишљења и чињеница.

## Образовање и васпитање
Развијање интелектуалне искрености код младих је кључни аспект образовања. Школе и универзитети играју важну улогу у подучавању студената како да критички размишљају, процењују изворе и поштују интелектуалну својину других.